# Ziad Hawat
Ziad Hawat (arabe : زياد الحواط), né 27 février 1977 à Byblos, est un homme politique libanais du parti Forces libanaises.

## Biographie
Ziad Hawat naît à Byblos dans une famille maronite, de Halim Hawat et May Abi Saab (Mazraat Bani Saab, Bcharri). Il y grandit avec son frère Nabil et sa sœur Zeïna. Il est éduqué au Collège des Frères maristes, puis est diplômé en administration des affaires à l'université Saint-Esprit de Kaslik en 1998. Il travaille ensuite dans les affaires de son père, Hawat Trading, société d'import-export de bois. Il voyage en Irak et en Arabie saoudite, où il fait croître les affaires familiales.
À l'âge de 33 ans, il se met en campagne pour la mairie de Byblos. Il est élu en 2010,.
Il épouse en 2009 Carine Abou Khaled et ils auront trois enfants, Halim, Maria et Sophia.
En 2013, Ziad Hawat reçoit la médaille d'or du mérite de l'organisation du tourisme des Nations-Unies pour le tourisme à Byblos et un certificat de distinction pour Byblos distinguée comme meilleure ville arabe pour le tourisme en 2013. En mars 2014, Hawat lance un projet de 40 millions d'euros en faveur de l'écologie, partiellement financé par l'Italie.
La fondation Rockefeller choisit Byblos comme le cinquième membre de cent villes distinguées pour l'organisation de la protection du patrimoine et des sites archéologiques. Ziad Hawat est membre de l'Association internationale des maires francophones. Il est réélu en 2016. mais démissionne en juillet 2017 pour se présenter aux législatives de 2018. Il est élu député à la Chambre des députés aux élections législatives libanaises de 2018.
Ziad Hawat est le neveu de l'homme politique Jean Hawat.